# Саси (Велика Горица)
Саси су насељено место у саставу Града Велике Горице, у Туропољу, Хрватска.

## Становништво
| Националност       | 1991.        |
| Хрвати             | 132 (88,00%) |
| Срби               | 1 (0,66%)    |
| Југословени        | 0            |
| остали и непознато | 17 (11,33%)  |
| Укупно             | 150          |